# Michal Krčmář
Michal Krčmář (Vrchlabí, 23 de enero de 1991) es un deportista checo que compite en biatlón.
Participó en tres Juegos Olímpicos de Invierno entre los años 2014 y 2022, obteniendo una medalla de plata en Pyeongchang 2018, en la prueba de velocidad.
Ganó dos medallas en el Campeonato Mundial de Biatlón, en los años 2020 y 2025, y una medalla de plata en el Campeonato Europeo de Biatlón de 2021.

## Palmarés internacional
| Juegos Olímpicos   | Juegos Olímpicos            | Juegos Olímpicos  | Juegos Olímpicos |
| Año                | Lugar                       | Medalla           | Prueba           |
| ------------------ | --------------------------- | ----------------- | ---------------- |
| 2018               | Pyeongchang (Corea del Sur) | Medalla de plata  | Velocidad        |
| Campeonato Mundial |                             |                   |                  |
| Año                | Lugar                       | Medalla           | Prueba           |
| 2020               | Anterselva (Italia)         | Medalla de bronce | Relevo mixto     |
| 2025               | Lenzerheide (Suiza)         | Medalla de plata  | Relevo mixto     |
| Campeonato Europeo |                             |                   |                  |
| Año                | Lugar                       | Medalla           | Prueba           |
| 2021               | Duszniki-Zdrój (Polonia)    | Medalla de plata  | Persecución      |